# Delta1 Canis Minoris
Delta1 Canis Minoris (7 Canis Minoris) é uma estrela na direção da constelação de Canis Minor. Possui uma ascensão reta de 07h 32m 05.95s e uma declinação de +01° 54′ 52.1″. Sua magnitude aparente é igual a 5.24. Considerando sua distância de 787 anos-luz em relação à Terra, sua magnitude absoluta é igual a −1.67. Pertence à classe espectral F0III.